# Mì xào

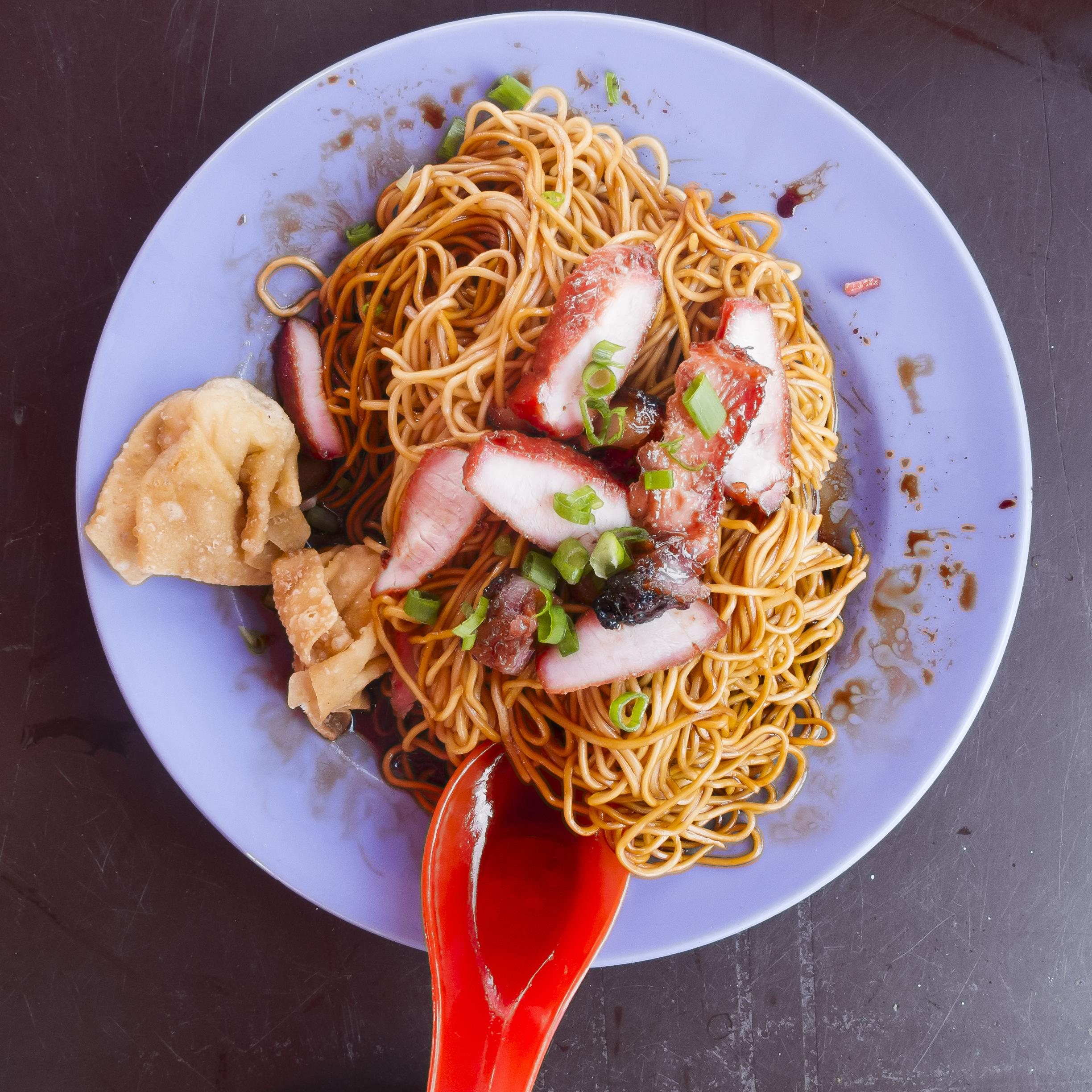
Một món mì xào của Malaysia

Mì xào là tên gọi chỉ chung cho các món ăn được chế biến từ nguyên liệu chính là sợi mì với phương pháp xào. Đây là một trong những món ăn thông dụng trong ẩm thực đường phố ở châu Á.

## Lịch sử
Nguồn gốc của món mì xào được cho là bắt nguồn từ Trung Quốc. Món mì được nhắc đến lâu đời nhất lần đầu tiên được tìm thấy ở các địa điểm khảo cổ Chinaat, Lạt gia (喇家), thuộc văn hóa Tề gia (齐家) ở Thanh Hải, tỉnh Sơn Đông. Có thể người dân địa phương quyết định làm khô hoặc chiên ngập dầu sợi mì đã chuẩn bị để giữ được lâu hơn, nhưng người sáng chế thực sự của công thức này vẫn chưa được biết.
Các phiên bản khác nhau của công thức này dần dần lan rộng khắp châu Á, và giờ đây mỗi tỉnh hoặc khu vực châu Á sẽ có những biến thể công thức riêng bao gồm mì xào phối hợp với các nguyên liệu, gia vị khác nhau.

## Nguyên liệu
Các nền ẩm thực khác nhau ở châu Á làm cho gạo, lúa mì, đậu xanh, khoai tây hoặc tinh bột dong riềng, kiều mạch, acorn và mì ngô được luộc và chiên để ăn kèm với rau, thịt hoặc nước thịt. Công thức nấu ăn có thể yêu cầu mì xào giòn được phục vụ trên nước súp hoặc họ có thể yêu cầu mì luộc sau đó chiên với các gia vị khác. Mì xào bán sẵn cũng có sẵn, trước khi ăn phải được đun sôi với sữa hoặc nước dùng. Thịt, gà hoặc rau có thể được thêm vào mì chiên ngập dầu trong súp hoặc nước thịt để làm mì xào.

## Trình bày
Mì được phục vụ như một món ăn chính với nước thịt để riêng, nhưng chúng có thể được chiên và phục vụ với nước thịt rưới lên trên.

## Các món mì chiên

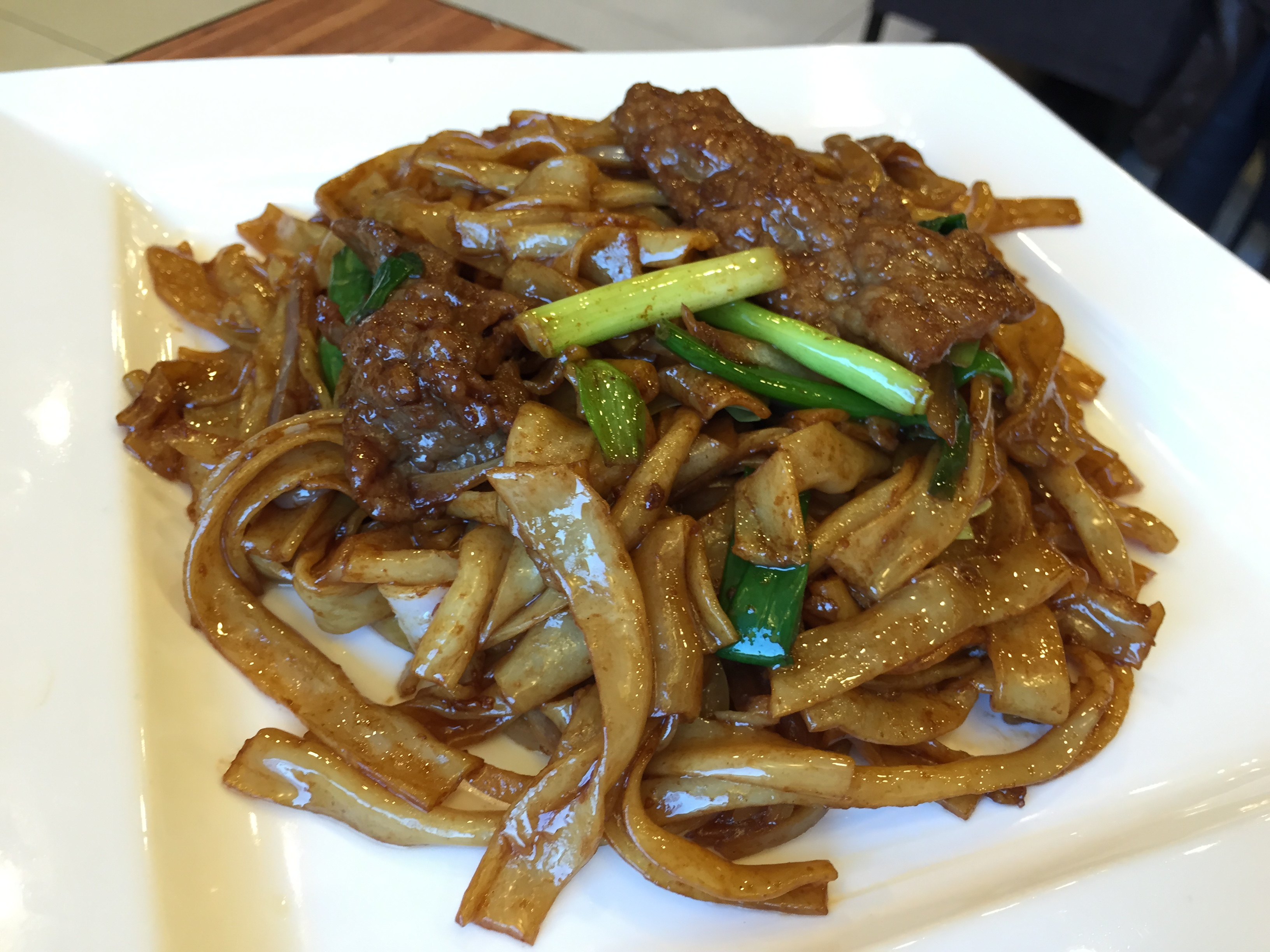
Phở áp chảo xào thịt bò
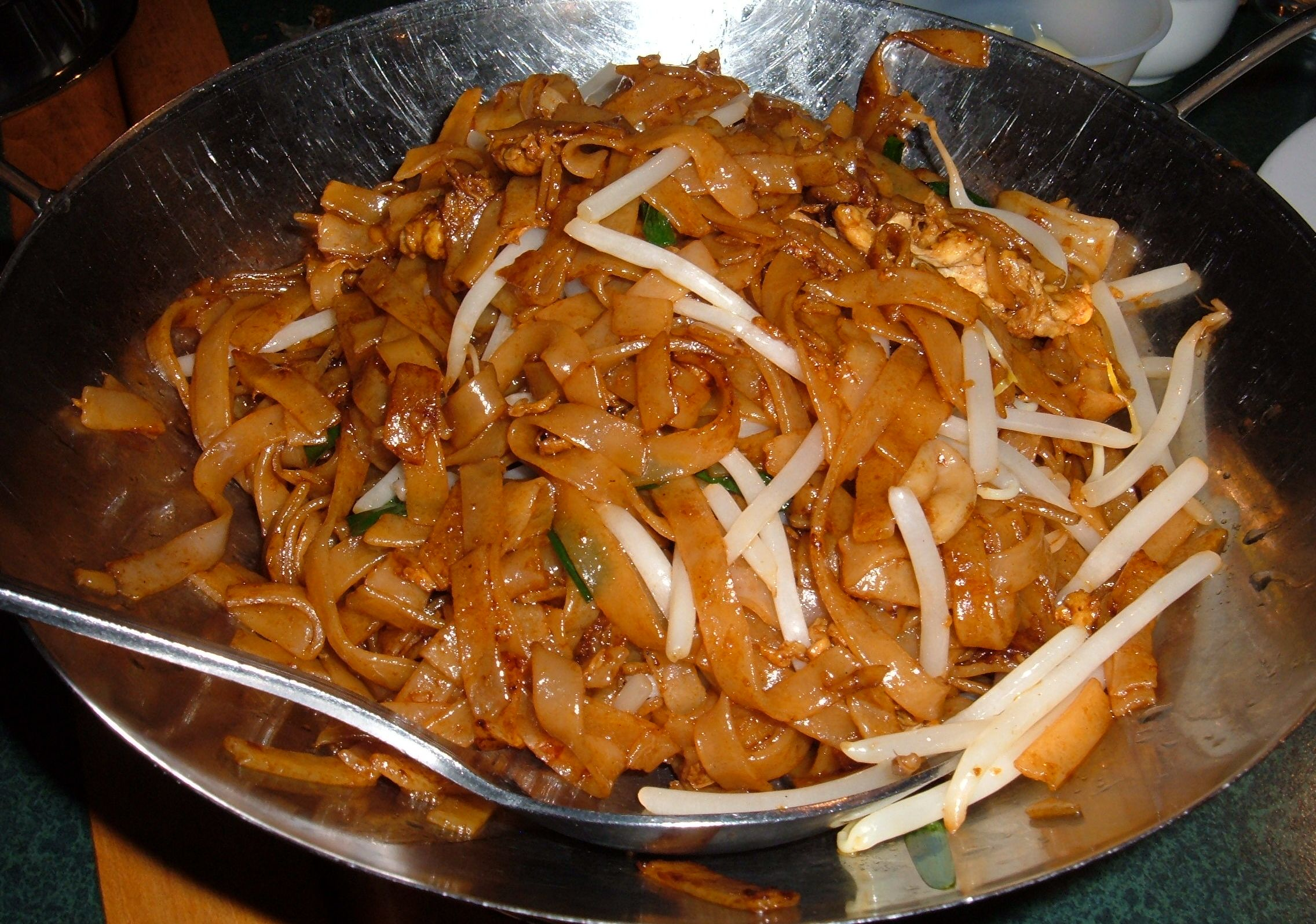
Hủ tiếu xào cay
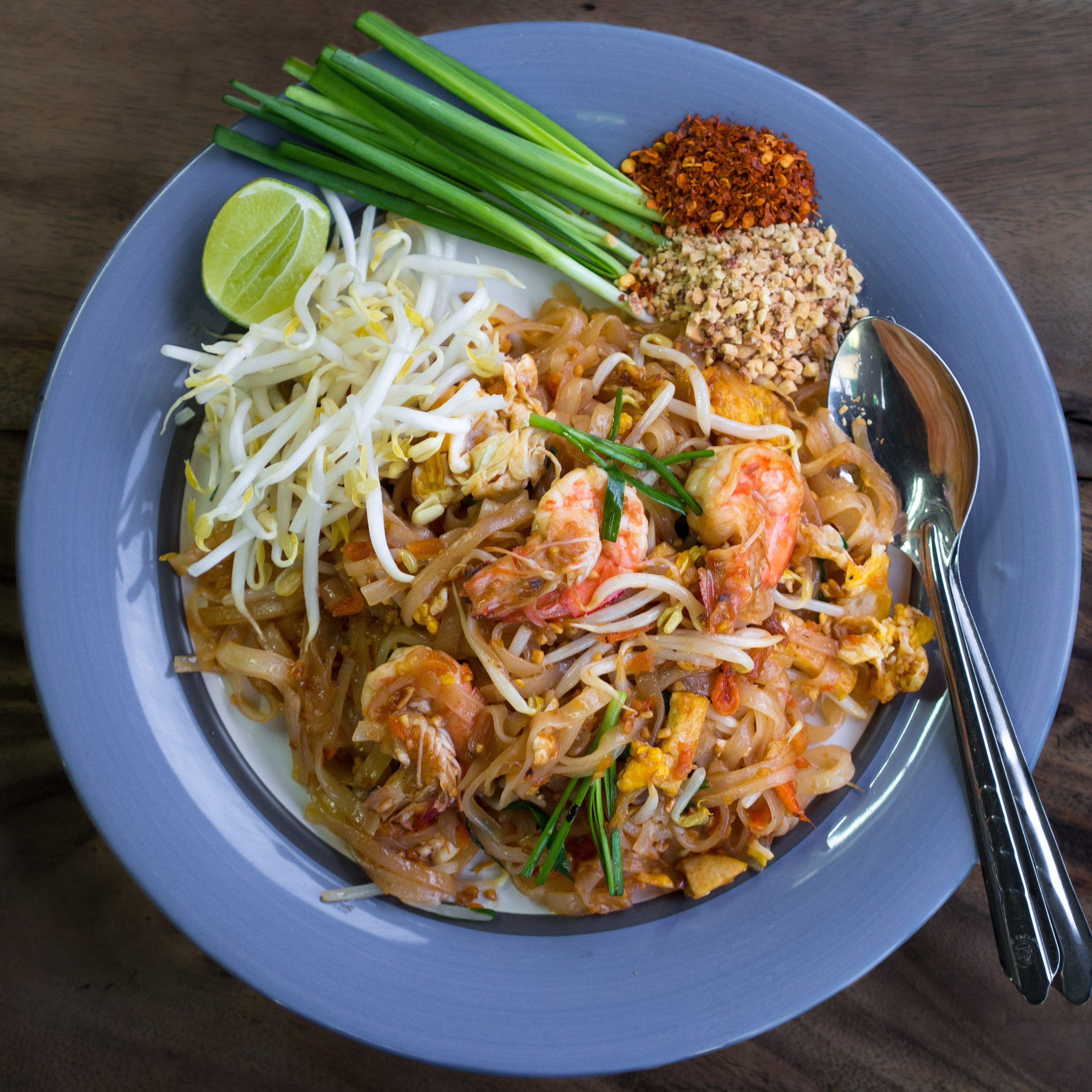
Pad thai
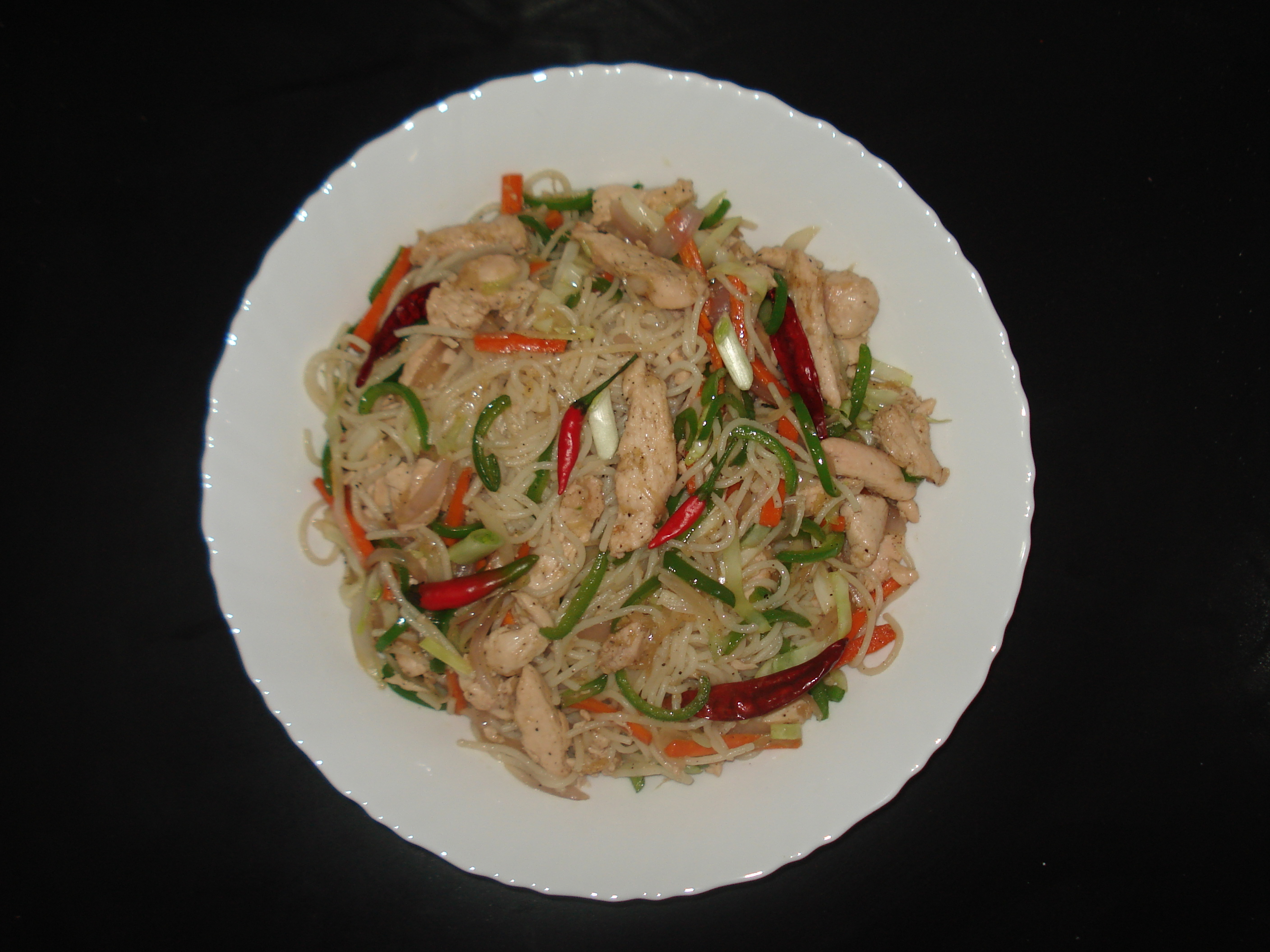
Món mì xào gà của Nepal
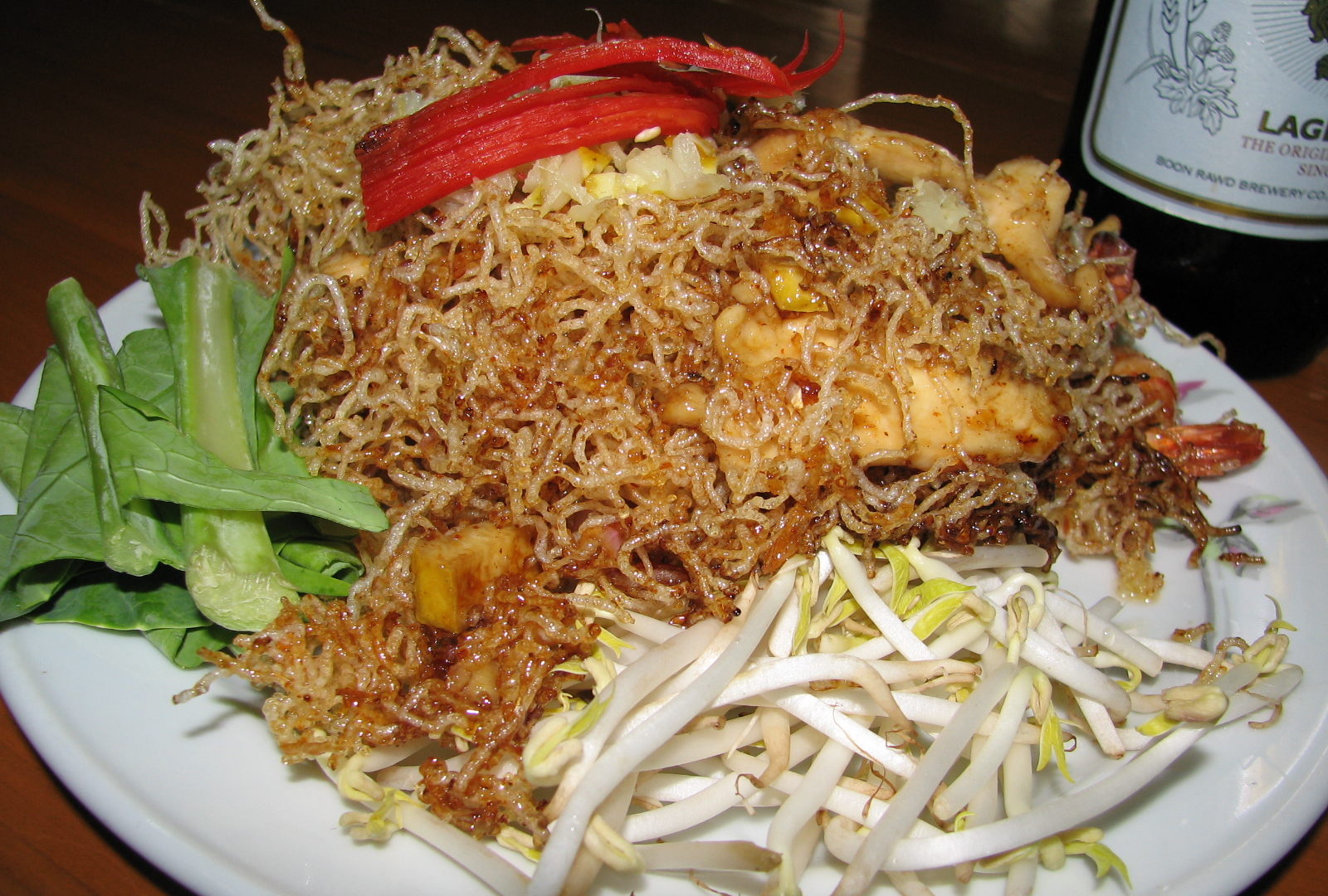
Mi krop

### Mì xào
- Phở áp chảo xào thịt bò (Beef Chow Fun) – Món ăn Quảng Đông gồm thịt bò xào, mì sợi, giá đỗ và hành lá
- Hủ tiếu xào cay (Char Kway Teow), 炒粿條, sao quả thiêu) – Món ăn lấy cảm hứng từ ẩm thực Trung Quốc thường được phục vụ ở Indonesia, Malaysia và Singapore bao gồm mì gạo dẹt xào với tôm, trứng, giá đỗ, chả cá, trai, rau lá xanh và lạp xưởng Trung Quốc
- Chow chow – Mì xào kiểu Nepal, thường được nấu với hành tây, rau và thịt trâu (thịt trâu nước) và cũng xuất hiện rộng rãi ở Ấn Độ.[1][2]
- Chowmein – món ăn đặc trưng trong ẩm thực Nepal, ẩm thực Hoa kiều tại Mỹ và Canada, cũng là một thuật ngữ chung cho món mì xào với sợi làm từ lúa mì ở Trung Quốc
- Mì say rượu (phat khi mao) – Mì xào với sợi gạo to của Thái
- Hokkien mee – Món ăn Malaysia và Singapore lấy cảm hứng từ ẩm thực Trung Quốc, mì xào với nhiều biến thể về nguyên liệus
- Japchae – Món miến xào của Hàn Quốc với sợi miến trong suốt[3]
- Kwetiau goreng – Mì gạo sợi dẹt xào của người Hoa tại Indonesia (kwetiau or shahe fen) với tỏi, hẹ tây, thịt bò, gà hoặc tôm, ớt, rau và nước tương ngọt
- Lo mein – Món mì xào của người Hoa tại Mỹ với sợi từ lúa mì
- Mee siam – Món bún gạo kiểu Malaysia và Singapore[4] với nước sốt cay, ngọt và chua nhẹ. Các phiên bản khô cũng phổ biến.
- Mie goreng – Món mì xào cay với sợi từ lúa mì vàng ở Indonesia, Malaysia và Singapore và cũng được ăn ở Sri Lanka, nơi nó khác biệt hơn so với các nước Đông Nam Á.[5]
- Mie goreng Aceh - mì xào cay nóng với sợi từ lúa mì vàng từ tỉnh Aceh, Indonesia
- Pad thai – Mì sợi gạo kiểu Thái với trứng, nước mắm, kết hợp với giá đỗ, tôm, thịt gà hoặc đậu phụ
- Pancit bihon – Món bún xào kiểu Philipines
  - Pancit estacion
  - Pancit Malabon
- Phat si-io –  Món mì xào của Thái với sợi gạo to
- Rat na – Món mì xào của Thái với sợi gạo to
- Mì xào kiểu Thượng Hải (上海粗炒)
- Singapore chow fun – không thực sự đến từ Singapore; Món Quảng Đông gồm mì gạo sợi mỏng xào với bột cà ri, giá đỗ, thịt lợn nướng và rau
- Singapore chow mein - tương tự như trên, nhưng sợi làm từ lúa mì
- Yaki udon – Mì xào udon  sợi dày làm từ lúa mì
- Yakisoba – Mì xào kiểu Nhật với sợi từ kiều mạch hoặc lúa mì,[6] hương vị với sosu (nước sốt Worcestershire Nhật Bản) và ăn kèm với thịt lợn, bắp cải, và beni shōga; thường được phục vụ tại các quầy hàng lễ hội hoặc làm nhân cho bánh mì kẹp.

### Mì xào trên chảo gang sâu lòng
- Mì xào Hồng Kông - Món ăn kiểu Hồng Kông bao gồm sợi mì được áp chảo cho đến khi giòn, kèm với rau, thịt gà và/hoặc hải sản

### Chiên ngập dầu
- Mì wonton chiên giòn - những dải giấy gói hoành thánh chiên giòn,[7] phục vụ như một món khai vị với vịt sốt và mù tạt cay tại các nhà hàng ở Mỹ
- I fu mie, Mì xào khô  yi mein  của người Hoa tại Indonesia dùng với nước sốt với rau, gà hoặc tôm.
- Mie kering, Mì chiên giòn chịu ảnh hưởng của Trung Quốc từ Makassar, Indonesia. Còn được biết là kurum kurum tại một số vùng của Pakistan.
- Mi krop – Mì sợi gạo chiên giòn của Thái.